# Зразкова лісосмуга (ботанічна пам'ятка природи)

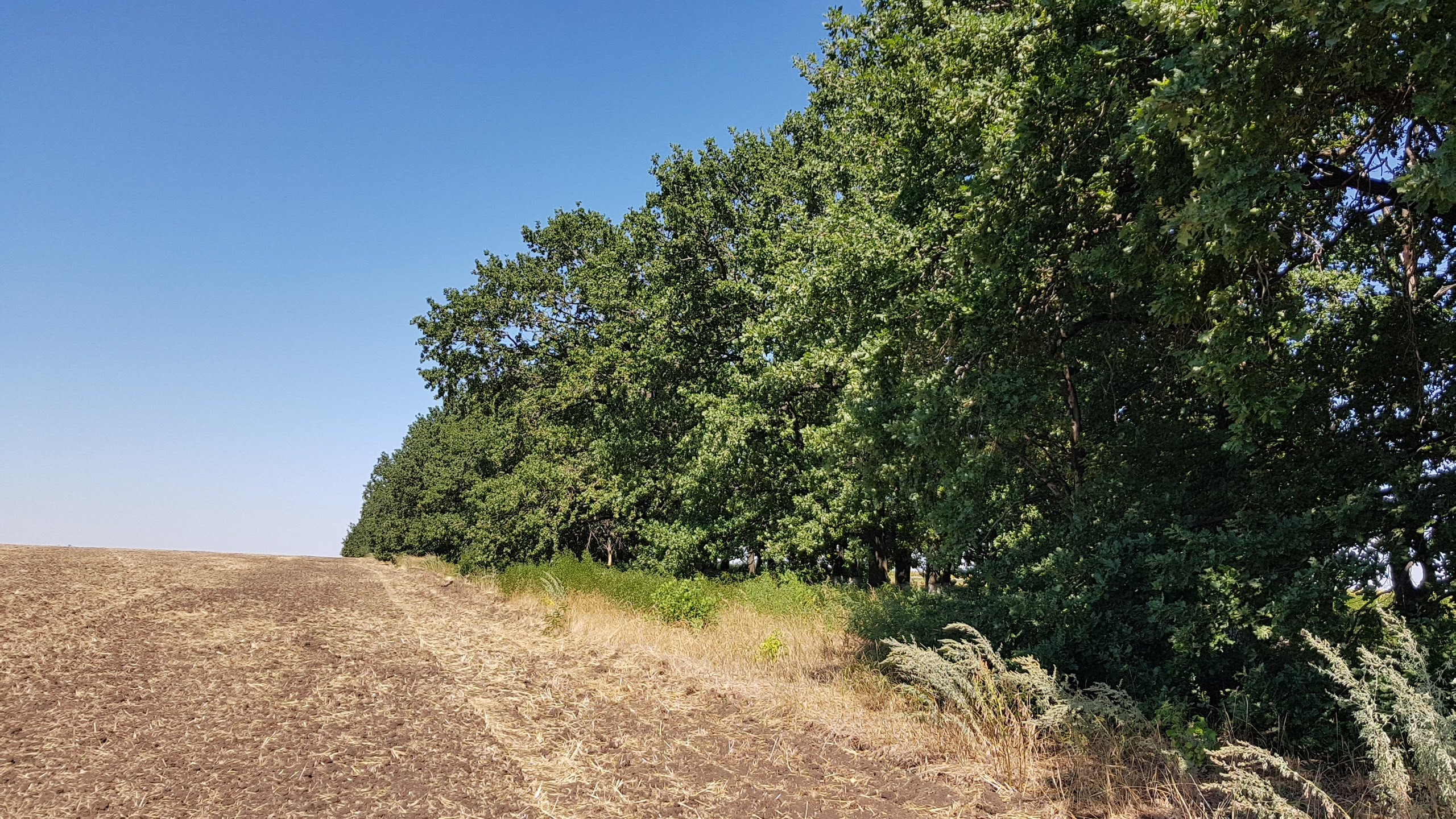

Зразкова лісосмуга — ботанічна пам'ятка природи місцевого значення розташована біля с. Славне Межівського району Дніпропетровської області.
Площа заказника — 0,9 га, створений у 1974 році. Керівна організація: Межівська райдержадміністрація.
Пам'ятка природи є дубовими насадження та єдиною в Дніпропетровській області дубовою лісосмугою. Створена у 1928–1929 роках лісосмуга вважається зразковою. З 1974 року вона має статус ботанічної пам'ятки природи.